# 三日市町
三日市町（みっかいちまち）は、かつて富山県下新川郡にあった町。
町名の由来は、江戸時代に同地で毎月3の付く日などに市場が設けられたことから「三日市」となった。

## 沿革
- 1889年（明治22年）4月1日 - 町村制の施行により、下新川郡三日市村、天池新村、牧野新村、中野道村、中野新村、中野又新村、石野村及び北新村の区域をもって、下新川郡三日市町が発足する[3]。
- 1940年（昭和15年）2月11日 - 下新川郡三日市町、石田村、田家村、村椿村、大布施村、前沢村、荻生村及び若栗村が合併して、下新川郡桜井町が発足する[3]。

## 三日市町
出典→
1. 平井順吾（1889年6月4日 - 1915年12月6日）
2. 中田六郎平（1915年12月21日 - 1921年4月28日）
3. 浜谷乙吉（1921年5月25日 - 1925年5月24日）
4. 寺島権蔵（1925年7月2日 - 1936年4月16日）
5. 倉田幸次郎（1936年5月7日 - 1937年4月13日）
6. 寺島権蔵（1939年2月24日 - 1940年2月11日）